# شهرستان گرمسار
شهرستان گَرمْسار یکی از شهرستانهای استان سمنان است. جمعیت این شهرستان بر پایه سرشماری سال ۱۳۹۰، برابر با ۸۱،۳۲۴ نفر بوده‌است. شهر گرمسار مرکز این شهرستان است.
فارسی، مازندرانی، تاتی و ترکی زبان‌های اصلی شهرستان گرمسار هستند. فارسی در مرکز بخش مرکزی (شهر گرمسار)، و تاتی در مرکز و روستاهای بخش ایوانکی رایج است.اقوام طبری(مازندرانی‌ها، الیکایی‌ها و شهمیرزادی‌ها) نیز به زبان مازندرانی (طبری) صحبت میکنند همچنین زبان ترکی در روستاهای مختلف در جنوب، مرکز و غرب شهرستان برقرار است. از جمله مهمترین این روستاها دولت آباد، سعدآباد، سوداوغلان، یوخاری قره تپه، مگس تپه، فند، شاه سفید، یاترى علیا و سفلى، رشمه، محمودآباد موقوفه و ... است

## تقسیمات کشوری
- بخش مرکزی شهرستان گرمسار
  - دهستان حومه گرمسار
  - دهستان لجران

شهر: گرمسار
- بخش ایوانکی
  - دهستان ایوانکی

شهر: ایوانکی

## دربارهٔ شهرستان گرمسار

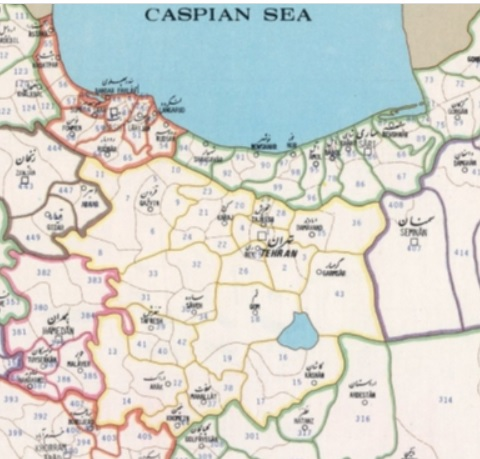
استان مرکزی سابق به مرکزیت تهران که در سال ۱۳۵۶ تجزیه شد. شهرستان امروزی گرمسار بخشی از این استان بود. (با استان مرکزی فعلی اشتباه نشود.)

گَرمسار یکی از هشت شهرستان استان سمنان است و در غرب این استان قرار دارد. شهرستان گرمسار از شمال به شهرستان فیروزکوه و شهرستان دماوند، از سوی شرق به شهرستان آرادان و از غرب به شهرستان پاکدشت و استان قم و از جنوب به شهرستان آران و بیدگل محدود است.
فاصله شهر گرمسار تا مرکز استان ۱۱۰ کیلومتر و تا تهران ۹۵ کیلومتر است. مساحت شهرستان گرمسار ۱۰۶۸۶ کیلومتر مربع است.
گرمسار از لحاظ موقعیت جغرافیایی بین مدار ۳۴ درجه و ۲۸ دقیقه و ۳۰ دقیقه عرض شمالی و بین ۵۱ درجه و ۵۲ دقیقه تا ۵۲ درجه و ۵۵ دقیقه طول از شرقی از نصف النهار گرینویچ قرار دارد.
گرمسار بر روی مخروط افکنه حبله‌رود یکی از رودخانه‌های دائمی این شهرستان قرار داشته و از سه جهت توسط رشته کوه‌هایی احاطه شده و فقط سمت جنوبی آن به علت وجود کویر باز است؛ که به کوه‌های سیاه‌کوه ختم می‌شود. ارتفاعات متوسط گرمسار از سطح دریا ۸۵۶ متر است. شهر گرمسار پیوندگاه راه‌آهن سراسری شمال (گرگان) و مشهد می‌باشد و جاده ی اصلی تهران - مشهد در کنار آن قرار دارد.
طول دشت گرمسار از شرق به غرب ۴۸ کیلومتر و از شمال به جنوب معادل ۲۷ کیلومتر است.
گرمسار دارای چهار ایل بزرگ به نام‌های زندی-الیکایی-اصانلو و ایل پازوکی می‌باشد.
شهرستان گرمسار دارای چندین روستا از جمله ریکان . قاطول . کردوان و .... است. امکانات و بیمارستان های بسیار دارد که می توان به بیمارستان معتمدی اشاره نمود .    
محصولات کشاورزی شهرستان گرمسار
انار یکی از محصولات کشاورزی شهرستان گرمسار است . بیشترین باغ  های انار شهرستان گرمسار در روستاهای بخش  ایوانکی و بخش مرکزی شهرستان گرمسار قرار دارد . ارقام انار های کشت شده در شهرستان گرمسار ، عروسکی ، گلوب ، اریک و ملس ساوه است .  زیتون در شهرستان گرمسار کشت می شود . ارقام زیتون های کشت شده در شهرستان گرمسار ، زرد روغنی ، کنسروی ،آلیا ومانزالیا است .  صیفی جات نیز یکی از مهم‌ترین محصولات کشاورزی شهرستان گرمسار است و برداشت خربزه و هندوانه در  خرداد و تیر ماه انجام می شود .  انجیر  نیز در شهرستان گرمسار کشت می شود.

## دانشگاه‌ها

اولین کنفرانس تخصصی مدیریت ساخت و پروژه در شهر گرمسار موسسه آموزش عالی علاءالدوله سمنانی

● دانشگاه صنعتی امیرکبیر(واحد گرمسار)
●دانشگاه گرمسار
- دانشگاه غیرانتفاعی علوم و توسعه آریا
- مؤسسه آموزش عالی  غیرانتفاعی علاءالدوله گرمسار
- دانشگاه آزاد اسلامی واحد گرمسار
- دانشگاه پیام نور گرمسار
- دانشگاه غیرانتفاعی ادیبان گرمسار